# Heinrich Hitzigrath
Heinrich Karl August Hitzigrath (* 10. April 1855 in Zinten, Ostpreußen; † 28. Januar 1925 in Hamburg) war ein deutscher Gymnasiallehrer.

## Leben
Hitzigrath war ein spätgeborener Sohn des Zintener Pfarrers August Hitzigrath (1813–1859) und seiner Frau geb. Giese.

### Wittenberg und Halle
Schon als Vierjähriger ohne Vater, besuchte Heinrich Hitzigrath die Volksschule in Wittenberg. In der Heimatstadt seiner Mutter fühlte er sich durchaus zuhause. Ostern 1865 wurde er in die Waisenanstalt der Franckeschen Stiftungen in Halle aufgenommen. Nach einem Jahr auf der Deutschen Schule wechselte er zur Latina (Schule), an der er Michaelis 1874 die Abiturprüfung bestand. An der Friedrichs-Universität Halle studierte er Deutsch, Geschichte, Geographie und Philosophie. Am 20. Oktober 1874 wurde er Fuchs in der  Landsmannschaft Teutonia Halle. Er zeichnete sich zweimal als Consenior und zweimal als Senior aus. Mehrfach entsandte ihn sein Bund zu den Versammlungen des Coburger Landsmannschafter-Convents. Nachdem die Kartellverbindungen Verdensia zu Göttingen und Makaria zu Würzburg Corps geworden waren, stand auch Teutonia vor diesem Schritt. Längst Inaktiver, focht Hitzigrath im Januar 1878 in seinem 7. Semester seine letzte Mensur. Er blieb regelmäßiger Sekundant. Als Schüler von Ernst Ludwig Dümmler und Gustav Droysen wurde er im Dezember 1879 in Halle zum Dr. phil. promoviert. Im Februar 1881 bestand er in seinen Studienfächern und in Religion das Staatsexamen. Das Probejahr absolvierte er am nachmaligen Luther-Melanchthon-Gymnasium zu Wittenberg. Seit 1882 wissenschaftlicher Hilfslehrer, wurde er für das Winterhalbjahr 1883/84 von der Kgl. Preußischen Turnlehrerbildungsanstalt in Berlin zur Erlernung des Turn- und Schwimmunterrichts einberufen. Michaelis 1884 wurde er als ordentlicher Lehrer angestellt. Als Kronprinz Friedrich Wilhelm 1884 die Lutherfestspiele in Wittenberg besuchte, wirkte Hitzigrath als Herold mit. Im selben Jahr heiratete er die Wittenbergerin Emma Birner. Am Wittenberger Gymnasium wirkte er bis Johannis 1888.

### Hamburg
Anschließend unterrichtete er bis Ostern 1895 als Oberlehrer an der Höheren Töchterschule und am Seminar des Klosters St. Johannis (Hamburg). Von der Oberschulbehörde wurde er an die höheren Staatsschulen berufen und dem Realgymnasium des Johanneums überwiesen. Seit 1899 Gymnasialprofessor, wurde er am 20. Dezember 1905 zum Direktor des neuen Realgymnasiums in Hamburg-Hamm ernannt. Er verließ es Ostern 1906. Nach der Novemberrevolution beschloss die Hamburger Bürgerschaft, dass alle Schuldirektoren sich vom Lehrerkollegium neu wählen lassen sollten. Hitzigrath, vom Steckrübenwinter geschwächt, weigerte sich mit zwei anderen Direktoren. Er sei von einem hohen Senat gewählt worden und bedürfe keiner Neuwahl. Er wurde zwar wiedergewählt, ließ sich aber beurlauben und bald, am 1. Mai 1920, pensionieren. Wegen eines eingeklemmten Leistenbruchs wurde er im Januar 1925 noch notfallmäßig operiert, mit Erfolg, bei der Atherosklerose aber ohne dauerhaften Erfolg. Er starb vor seinem 70. Geburtstag und wurde am 31. Januar auf dem Friedhof Ohlsdorf beigesetzt. Pastor Johannes Lehfeldt stellte seine Trauerrede in Kapelle 7 unter das Wort aus dem Evangelium nach Johannes 6, 39.
In seinen Publikationen befasste sich Hitzigrath mit Andreas Gryphius, Wilhelm I., Hugo Grotius, der Auferstehung Jesu Christi, der Kontinentalsperre, der Englischen Kirche (Hamburg), dem Dänisch-Schwedischen Krieg 1657/58 und den Merchant Adventurers. Die Handelsbeziehungen zwischen Hamburg und England waren für ihn ein großes Thema. Er liebte (und sang) die Balladen von Carl Loewe.

### Nachfahren
Hitzigraths zweiter Sohn fiel am 4. September 1914 bei Château-Thierry. Der Schwiegersohn starb im August 1917. Ein überlebender Sohn war der Berliner Pfarrer Helmut Hitzigrath, dessen Sohn der Berliner SPD-Politiker Rüdiger Hitzigrath ist.

## Veröffentlichungen
- Andreas Gryphius als Lustspieldichter. Wittenberg 1885. 20 S.[5] (Digitalisat)
- Festrede zum 90. Geburtstag Sr. Majestät des Kaisers und Königs. Wittenberg 1887. S. 23–29.[5]
- Das Leben und Wirken des holländischen Staatsmannes und Gelehrten Hugo Grotius, in: Festschrift zur Feier der Einweihung des neuen Gymnasialgebäudes zu Wittenberg. Wittenberg 1888. S. 111–125.
- Die Bedeutung der Auferstehung Christi für den christlichen Glauben. Hamburg 1889.[6]
- Hamburg und die Kontinentalsperre. Hamburg 1900. 30 S.[7]
- Das englische Haus in der Gröningerstraße. Hamburgischer Correspondent 1901.
- Zwei Verzeichnisse der Schiffe und der zur See handelnden Kaufleute Hamburgs 1665. Hamburgischer Correspondent 1904.
- Die Kompagnie der Merchant Adventurers. Hamburg 1904.
- Hamburg während des schwedisch-dänischen Krieges (1657–1660). Hamburg 1905.
- Hamburgischer Handel im 18. Jahrhundert. Hamburgische Nachrichten 1905.
- Ein Gefecht hamburgischer Kriegsschiffe 1628. Mitteilungen des Vereins für Hamburgische Geschichte, Bd. VIII.
- Geschichtliches. Hamburg 1907, S. 3–13.[8]
- Die politischen Beziehungen zwischen Hamburg und England zur Zeit Jacobs I., Karls I. und der Republik 1611–1660. Hamburg 1907. 47 S.[8]
- Die Handelsbeziehungen zwischen Hamburg und England von 1611 bis 1660. Hamburg 1912. 51 S.[8]
- Die Tuchkaufleute („Gewandschneider“), Bereiter und Färber Hamburgs sowie ihre Beziehungen zu der englischen Court. Hamburg 1914.[8]